# Naso elegans
Il pesce chirurgo con spina arancione (Naso elegans (Rüppell, 1829)), è un pesce di acqua salata, appartenente alla famiglia degli Acanturidi.

## Distribuzione e habitat
Questa specie è diffusa nel Mar Rosso e nell'Indo-Pacifico. Abita barriere coralline, zone rocciose e acque aperte, spesso frequentando aree abitate da coralli. Predilige i fondali rocciosi molto bassi, si può però trovare fino a 90 metri di profondità.

## Descrizione

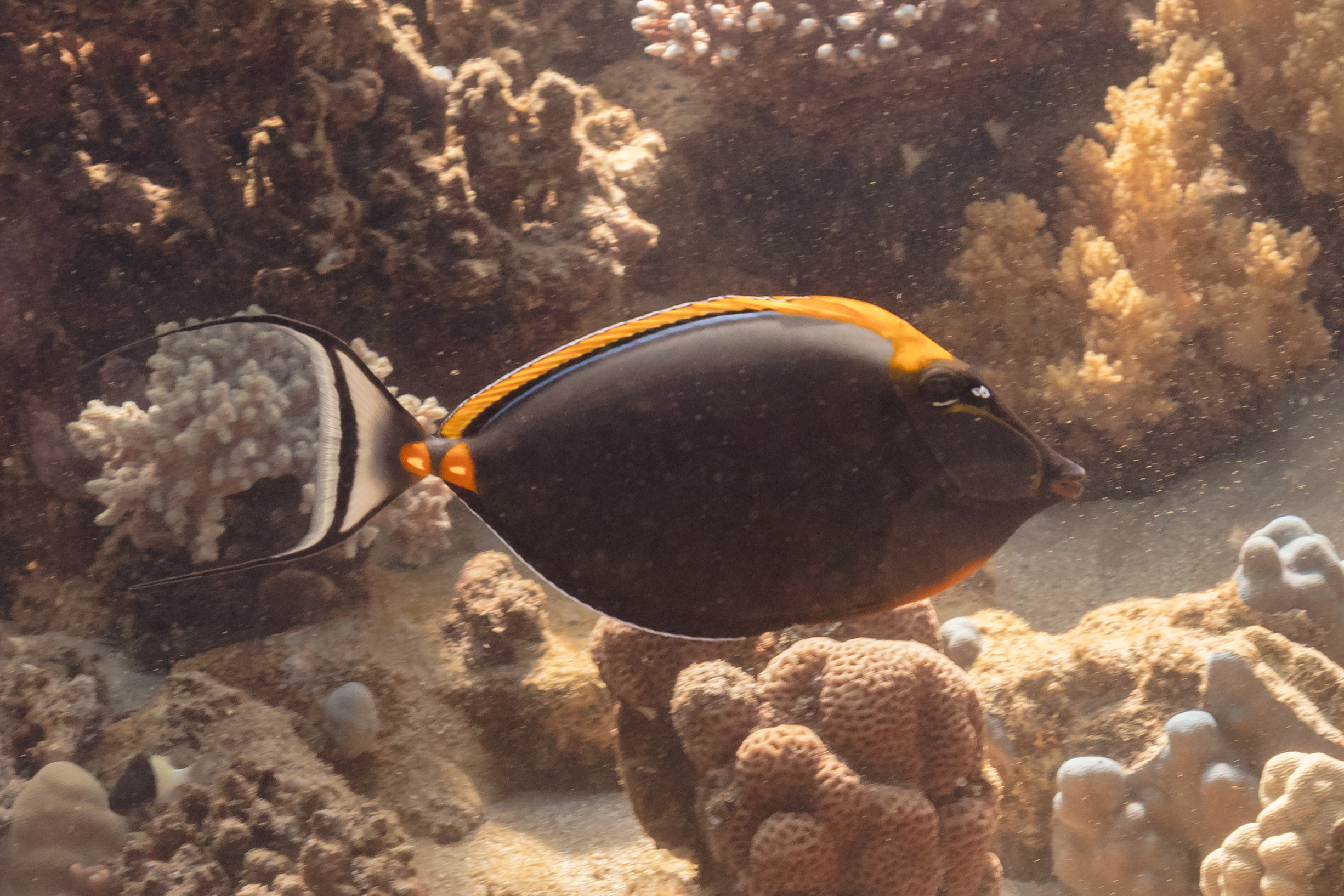

Naso elegans ha un corpo ovaliforme, esso è caratterizzato da una livrea argentata. Presenta strisce gialle attorno a occhi e bocca. La stessa bocca ha un colore arancio acceso. Naso elegans è un pesce abbastanza grande che può arrivare anche a 45 centimetri di lunghezza.